# Drasteria ochracea
Drasteria ochracea là một loài bướm đêm thuộc họ Erebidae. Loài này có ở British Columbia phía nam through phần phía tây của Hoa Kỳ từ Washington phía nam đến Arizona.
Sải cánh dài khoảng 46 mm.